# William John Gruffydd
William John Gruffydd (* 14. Februar 1881 in Gorffwysfa, Bethel, Caernarfonshire; † 29. September 1954 in Caernarfon, Caernarfonshire) war ein walisischer Akademiker, Politiker (Plaid Cymru, später Liberal Party), Schriftsteller, Kritiker und Herausgeber.

## Leben
Als Sohn von John und Jane Elisabeth Griffith wurde Gruffydd 1881 in Bethel geboren und besuchte zunächst eine lokale Grundschule und später eine Schule in Caernarfon. Bereits an englischer Literatur interessiert, studierte er diese ab 1899 am Jesus College an der Universität Oxford. Ab 1904 arbeitete er an einer Grammar School in Beaumaris, bevor er 1906 für eine Lehrtätigkeit für die keltische Sprache unter Professor Thomas Powel ans University College Cardiff wechselte. 1909 heiratete er in Abercarn Gwenda Evans und wurde später Vater, ehe sich das Ehepaar nach mehreren Jahrzehnten trennte. Im Ersten Weltkrieg diente er zwischen 1915 und 1918 als Offizier in der Royal Navy. Nach der Pensionierung von Powel 1918 löste Gruffydd ihn als Professor ab. Politisch gesehen war er lange Zeit Mitglied der heutigen Plaid Cymru, doch 1943 kandidierte er in Assoziation mit der Liberal Party gegen den Plaid-Cymru-Kandidaten Saunders Lewis um den Parlamentssitz der University of Wales. Gruffydd gewann die Wahl und zog ins House of Commons ein. Auch wenn er 1946 pensioniert wurde, behielt er den Sitz bis zur Auflösung des Wahlkreises 1950. Gruffydd starb im September 1954 im Alter von 73 Jahren.

## Werk

### Akademiker
Gruffydds akademische Karriere war geprägt von seinen Studien um ein walisischsprachiges, mittelalterliches Werk, das als Four Branches of the Mabinogi bekannt ist. Gruffydds Versuch, die Erzählstränge der Gedichte zu ordnen und Verbindungen zwischen ihnen herauszufinden, resultierte in drei Veröffentlichungen. Zudem beschäftigte er sich mit der Geschichte der walisischen Literatur und veröffentlichte hierzu ebenfalls mehrfach. Zudem gab er unter anderem in vier Sammelbänden zahlreiche Gedichte anderer Autoren heraus, teils in Verbindung mit erklärenden oder literaturkritischen Textteilen.

### Schriftsteller
Zwischen 1922 und 1951 gab Gruffydd das Magazin Y Llenor heraus, in dem unterschiedlichste walisische Autoren von Zeit zu Zeit Beiträge veröffentlichten. Gruffydd selbst beteiligte sich mit literaturkritischen und satirischen Texten und schrieb ab 1926 die Editor’s Notes. Seine Beiträge behandelten dabei unterschiedlichste Themen, die in Wales gerade von Bedeutung waren. Seine Kritik am Eisteddfod führte 1935 zu einer Reform, durch die er selbst in die Organisation des Wettbewerbes eingebunden wurde. Generell waren Gruffydds Texte regelmäßig Auslöser von Kontroversen und hatten für die walisische Öffentlichkeit eine gewisse Wichtigkeit.
Bereits kurz nach dem Erwachsenwerden schrieb Gruffydd eigene Gedichte, mit denen er mehrfach an Eisteddfodau teilnahm und 1909 bei einem Eisteddfod in London gewann. Sein Frühwerk wird als „üppig“ beschrieben. Es enthält einige Bezüge auf Heinrich Heine und englische Dichter der Romantik. Andere Gedichte seines Frühwerks enthalten Kommentare über die Gesellschaft oder sind in einem „unberührten Stil“ geschrieben. Die Encyclopædia Britannica sieht in Geuffydds Frühwerk eine „Rebellion gegen die viktorianischen Standards von Moral und Literatur“ sowie in Teilen einen Beitrag zur walisischsprachigen, romantischen Lyrik. Sein Spätwerk zeichnet sich durch eine verstärkt kritische Haltung und Idiome aus. Selten schrieb Gruffydd zu dieser Zeit nostalgische Gedichte. Generell ist er einer breiten Öffentlichkeit als Dichter bekannt geworden. Einige seiner Gedichte haben sich zu Standardwerken der walisischen Lyrik des 20. Jahrhunderts entwickelt. Ebenso schrieb Gruffydd mehrere Romane, primär das zwischen 1930 und 1941 herausgegebene Werk Hen Atgofion und das 1937 erschienene Owen Morgan Edwards: Cofiant. Im Gegensatz zu den meisten Autoren seiner Zeit zeichnet sich sein prosaisches Werk durch persönliche Bezüge wie Reflexionen über seine Persönlichkeit und seine Heimat oder den Ausdruck von Sympathie für das Beschriebene aus. Das Dictionary of Welsh Biography hebt zudem den „Humor und den Scharfsinn“ in Gruffydds Prosa hervor. Des Weiteren veröffentlichte Gruffydd insgesamt drei Dramen (1913, 1914 und 1928) und gab 1950 seine Übersetzung ins Walisische der Tragödie Antigone von Sophokles heraus.

## Ehrungen
- Medaille der Honourable Society of Cymmrodorion (1946)
- Ehrendoktor der Universität Rennes (1946)
- Ehrendoktor der University of Wales (1947)[1]